# لنینسک، اوبلاست ولگوگراد
شهر لنینسک، اوبلاست ولگوگراد (به روسی: Ленинск) در کشور روسیه و در اوبلاست ولگوگراد واقع شده‌است.